# Alchemilla nitida
Alchemilla nitida är en rosväxtart som beskrevs av Robert Buser. Alchemilla nitida ingår i släktet daggkåpor, och familjen rosväxter. Inga underarter finns listade i Catalogue of Life.